# Tyone River
Der Tyone River ist ein linker Nebenfluss des Susitna River im Süden des US-Bundesstaats Alaska. 

## Verlauf
Der Tyone River entspringt einem kleinen namenlosen See östlich des Susitna Lake. Er fließt anfangs nach Süden über den Dog Lake zum Lake Louise. Von dort durchquert er in nördlicher Richtung den Susitna Lake und den Tyone Lake. Der Tyone River durchfließt eine Ebene östlich der Talkeetna Mountains. Er nimmt bei Flusskilometer 23 den Tyone Creek von links auf und mündet schließlich 109 Kilometer nordwestlich von Gulkana und 11 Kilometer nordöstlich der Mündung des Oshetna River in den Susitna River, der in das Cook Inlet fließt.